# Leinfelder Hof

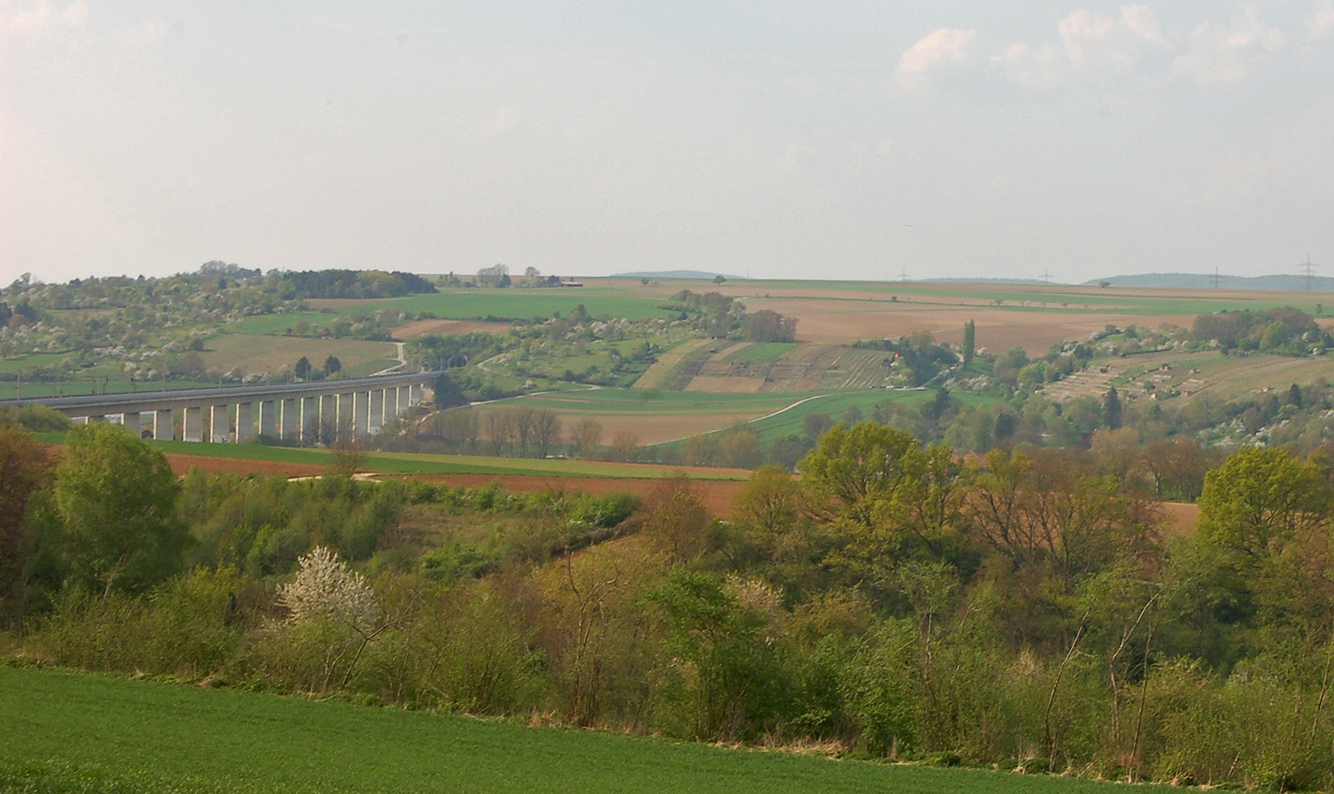
Enztal beim Leinfelder Hof

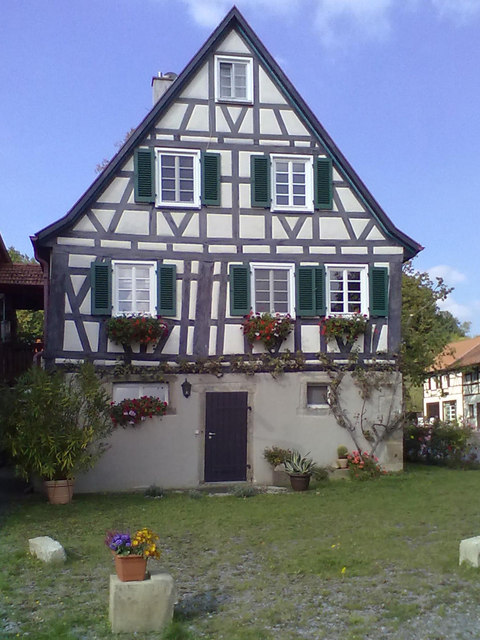
Leinfelder Fachwerkhaus

Der Leinfelder Hof ist ein einzeln stehendes Gehöft im Stadtteil Enzweihingen von Vaihingen an der Enz im Landkreis Ludwigsburg.

## Geographie

### Geographische Lage

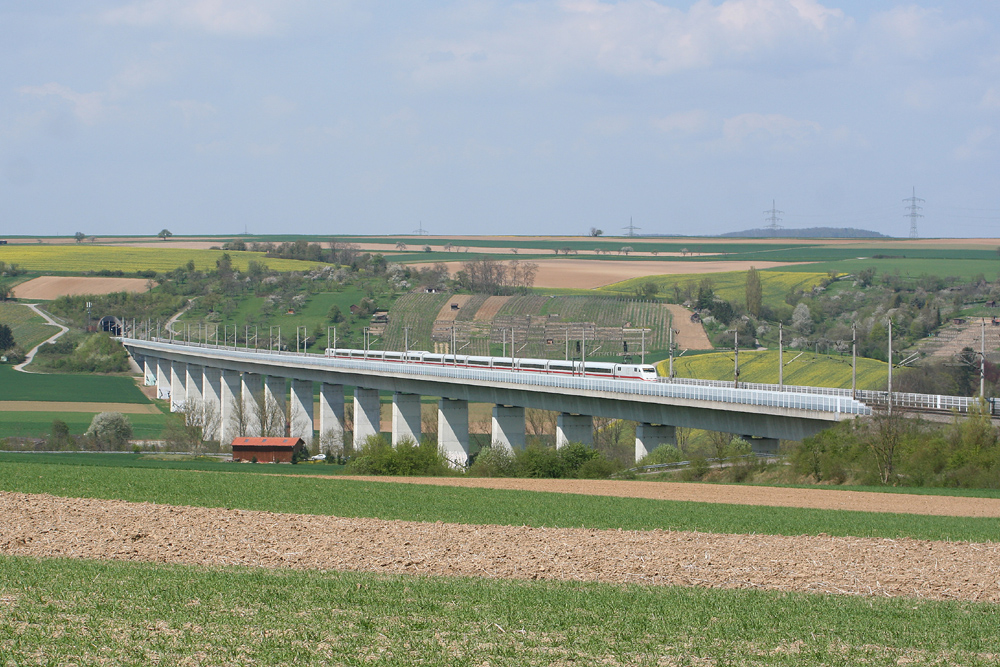
Enztalbrücke westlich vom Hof

Der Leinfelder Hof steht hart an der Gemeindegrenze zu Oberriexingen etwa hundert Meter vom Flussufer entfernt an der Stelle einer Leinfelden oder Lengenfeld genannten Wüstung zwischen Enzweihingen und Oberriexingen links der Enz. Ehedem führte dort eine Furt durch den Fluss.

### Benachbarte Siedlungen
Benachbarte Siedlungen sind im Uhrzeigersinn Oberriexingen, Unterriexingen, Pulverdingen, Enzweihingen und Vaihingen an der Enz.
Südlich des Weilers befand sich einst die Burg Dauseck und eine wüst gefallene Siedlung.

### Verkehr

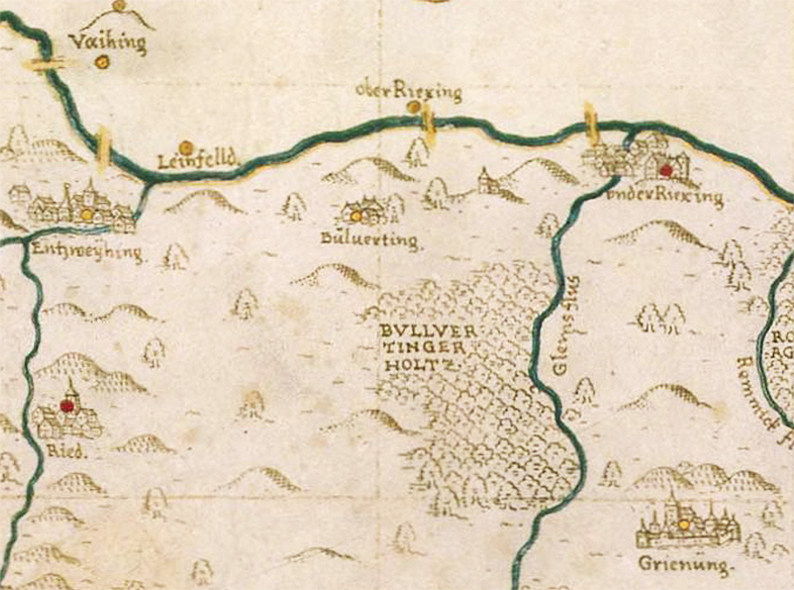
„Leinfelld“ auf der Forstkarte von Georg Gadner (1590)

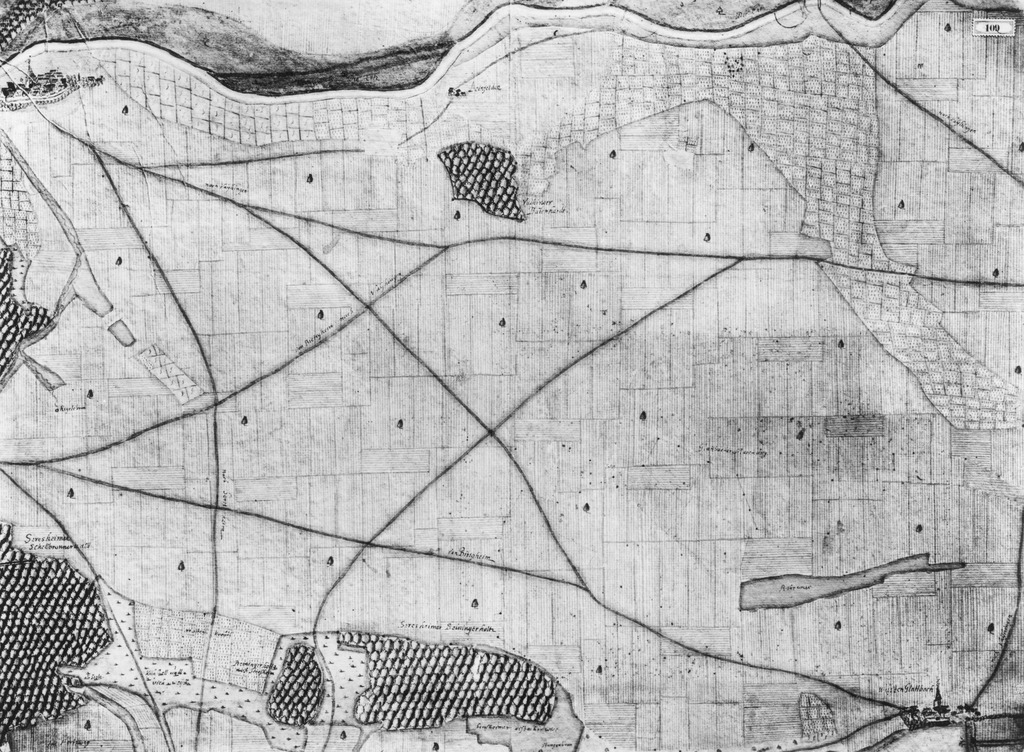
1682 verzeichnete die Kiesersche Forstkarte nur noch eine kleine Häusergruppe um die Kapelle

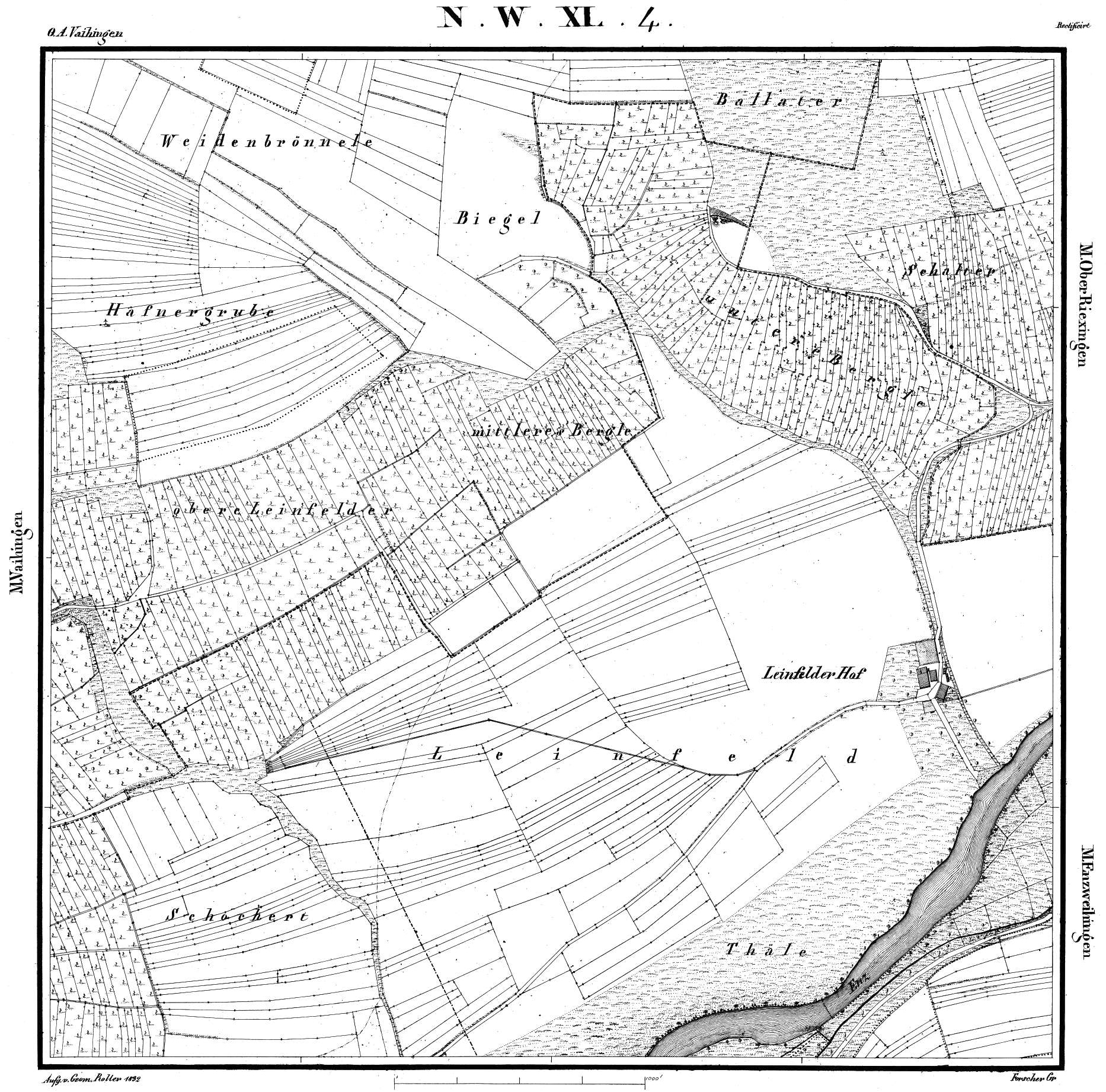
Domäne bei der Wüstung Leinfelden auf der württembergischen Urflurkarte (1832)

Die aus dem Vaihinger Marksteintunnel kommende Schnellfahrstrecke Mannheim–Stuttgart überquert westlich vom Leinfelder Hof das Enztal auf der 1044 m langen Enztalbrücke und verschwindet in Richtung Stuttgart dann wieder im Pulverdinger Tunnel.

## Geschichte

### Frühes Mittelalter
Beim Bau der Pfeiler des Bahnviadukts über das Enztal wurde 1987 ein großer Friedhof angeschnitten und teilweise zerstört. Im Zuge einer Rettungsgrabung erkundete das Landesdenkmalamt 23 Gräber eines sicher viel ausgedehnteren Bestattungsplatzes des 7. und vermutlich des 6. Jahrhunderts. Großteils waren sie beraubt, teils mit reichen Beigaben fränkischer Adeliger versehen. „Lengenfeld“ mit seinem Enzübergang scheint demnach bereits in merowingischer Zeit eine größere fränkische Siedlung mit Ortsadel gewesen zu sein.
Diese wurde 801 erstmals urkundlich erwähnt: „Das Kloster Lorsch an der Bergstraße erhielt von einem gewissen Salcho am 17. Juni 801 ein Hofgut in villa Lengenfeld im Enzgau mit allen darauf befindlichen Gebäulichkeiten geschenkt.“

### Hoch- und Spätmittelalter
1280 wurde ein Sindelfinger Bürger „Heinricus dictum Lengenfelder“ im Zuge einer Auseinandersetzung mit den Sindelfinger Chorherren erwähnt.
1417 kaufte die Herrschaft Württemberg einen Teil des Ortes und richtete später eine Domäne ein.
Spätestens seit dem 15. Jahrhundert hatte Leinfelden bzw. Leinfelld oder Leinfelten eine Johannes dem Täufer gewidmete Kapelle mit eigener Kaplaneipfründe. 1819 wurde sie abgebrochen.

### Teilwüstung
Um 1560 muss das Dorf weitgehend abgegangen gewesen sein, wie die von 1561 bis 1563 währenden Streitigkeiten zwischen Vaihingen, Enzweihingen und Oberriexingen um die Nutzungsrechte der noch versteinten Gemarkung zeigen. Einzelne Höfe und der Ortsname Leinfelden blieben bis ins 18. Jahrhundert bestehen. Noch 1744 stand ein Teil des Zehnten dem Deutschen Ritterorden zu.

### Alterssitz des Außenministers Freiherr von Neurath
Der deutsche Diplomat Konstantin von Neurath (* 2. Februar 1873 in Kleinglattbach), der von 1932 bis 1938 Reichsaußenminister war, hatte 1912 die im Besitz von Olga Gräfin von Lüttichau befindliche Hälfte des Leinfelder Hofs gekauft. Am 10. August 1926 heiratete von Neuraths Tochter Winifred Christine Freifrau von Neurath (* 23. September 1904 – 1985) auf dem Leinfelder Hof den späteren Botschafter an der Deutschen Botschaft beim Königreich Italien, Hans Georg von Mackensen. 
Konstantin von Neurath erwarb die zweite Hälfte des Gutes im Jahr 1934.
Beim Nürnberger Prozess gegen die Hauptkriegsverbrecher zu 15 Jahren Haft verurteilt, wurde von Neurath 1954 vorzeitig entlassen und verstarb am 14. August 1956 auf dem Leinfelder Hof. Bereits sein Großvater Constantin Franz von Neurath war 1876 dort verstorben.
Der Leinfelder Hof ging nach seinem Tod an die Familie von Staden über.